# Brimstone (personaje)
Liam Byrne, más conocido como Brimstone es un personaje que pertenece al videojuego (creado por Riot Games), Valorant. Fue revelado oficialmente el 2 de junio de 2020 en la versión Beta del juego.

## Historia
Procedente de Estados Unidos, Liam Byrne comenzó su vida adulta como bombero del BFD y después como soldado de un escuadrón de las Fuerzas Especiales conocido como los Ragged Ravens. Sirvió en ambas profesiones junto a un amigo íntimo al que conocía desde la infancia. También se afilió a Kingdom Corporation, llegando a convertirse en veterano de su filial K/SEC.
Tras los sucesos de First Light, se fundó el secreto Protocolo VALORANT, siendo Byrne el primer agente en unirse a ellos y convirtiéndose finalmente en su líder y comandante, "Brimstone". En los últimos años su posición le ha dejado más bien en la retaguardia, pero la vida detrás de un escritorio nunca ha sido del interés de Brimstone, y se asegurará de seguir presente en el campo de batalla de vez en cuando.

## Personalidad
Brimstone, el más veterano del grupo, es un comandante con un largo historial vistiendo uniforme, pero como si enseñar con la edad y la experiencia no fuera suficiente para demostrar su lugar al frente de una organización compuesta por individuos únicos que son cada uno una élite por derecho propio, entonces quizá seguir trabajando con las botas puestas sobre el terreno selló el trato.
Como comandante de VALORANT y su miembro más veterano, Brimstone siempre anima a sus compañeros siempre que puede, y no parece obligar a sus subordinados a hablar de la manera formal o profesional que suele verse en el ejército; esto es notable ya que se refiere a los agentes más jóvenes como "niños". Además, Brimstone se describe a sí mismo como testarudo, y es bastante inflexible a la hora de no dejar que la edad le lleve a la jubilación en breve.

## Apariencia
Brimstone es un hombre alto y corpulento que suele vestir una camisa azul con una placa pectoral encima. Lleva una boina naranja con una insignia dorada que representa dos chevrones invertidos, posiblemente en referencia a su rango militar. Brimstone luce un bigote gris y una barba muy crecida. Lleva guantes en ambas manos y un brazalete en la muñeca izquierda.
También se sabe que tiene un tatuaje en la parte superior del brazo derecho.